# Platysenta tibetica
Platysenta tibetica är en fjärilsart som beskrevs av Max Wilhelm Karl Draudt 1950. Platysenta tibetica ingår i släktet Platysenta och familjen nattflyn. Inga underarter finns listade i Catalogue of Life.